# Иньотим
Институт Иньотим (порт. Instituto Inhotim) служит домом для одного из крупнейших фондов современного искусства в Бразилии и является одним из крупнейших центров уличного искусства в Латинской Америке. Он был основан бывшим горным магнатом Бернардо Пасом в 2004 году для размещения там его личной коллекции произведений искусства, но открыт для публики лишь через несколько лет. В 2014 году Иньотим был включён в число 25 лучших музеев мира по версии американского сайта путешествий TripAdvisor.
Находящийся в Брумадинью (штат Минас-Жерайс), всего в 60 км от Белу-Оризонти, Иньотим занимает общую площадь в 1942,25 акров, в основном располагаясь в биоме атлантического леса. Из них 1087,26 акров отведены под заповедные зоны, из которых 359 акров являются частью частного заповедника природного наследия (порт. Reserva particular do patrimônio natural), что делает его объектом природного наследия. Эти географические особенности позволили разбить в Иньотиме ботанический сад, развивающийся с момента своего открытия.

## Этимология
В 1980-х годах Бернардо Пас начал скупать участки земли вокруг своего скромного фермерского дома, поскольку застройщики угрожали уничтожить окружающий природный ландшафт. Ферма была прозвана местными жителями в честь бывшего владельца, английского инженера, известного как сеньор Тим, как Ньо Тим (порт. Nhô Tim) на диалекте, распространённом в штате Минас-Жерайс.

## История

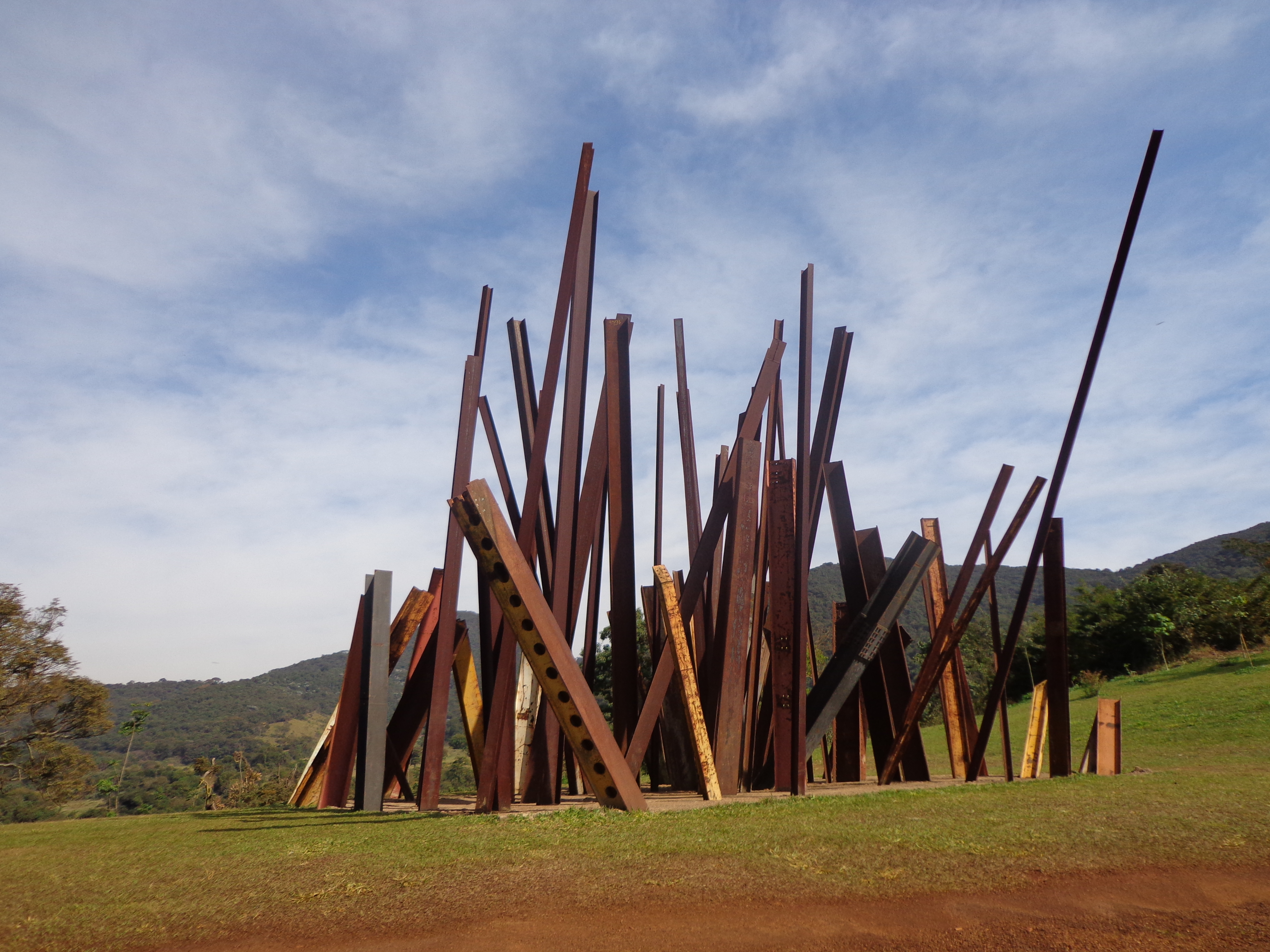
«Падающие лучи» Криса Бурдена

Бернардо Пас вскоре преобразовал своё тогдашнее поместье в 3 000 акров в ботанический сад площадью в 5 000 акров, созданный по проекту его друга, ландшафтного дизайнера Роберту Бурле Маркса. Проект начался с того, что бразильский современный художник Тунга убедил Паса начать собирать современное искусство. В конечном счете, Пас предоставил художникам всё пространство и ресурсы, необходимые для создания их произведений. Сад, который мог похвастаться двумя десятками художественных «павильонов», был открыт для публики в 2006 году. Павильоны содержат в себе более 500 работ известных бразильских и иностранных художников, таких как Элио Ойтисика, Яёи Кусама, Аниш Капур, Томас Хиршхорн, Доминик Гонсалес-Фёрстер, Стив Маккуин, Сильдо Мейрелеш и Вик Мюнис. Один из павильонов посвящён одной из бывших жён Паса, бразильской художнице Адриане Варежан.
В 2008 году геодезический купол, спроектированный Паулой Засникофф Кардозо из бразильской архитектурной практики «Arquitetos Associados», был возведён в эвкалиптовом лесу и теперь под ним расположена инсталляция Мэтью Барни «De Lama Lâmina» (2004—2008), изображающая автомашину, выкорчевывающую дерево. «Падающие лучи» Криса Бурдена (1984—2008) сделаны из 72 стальных балок, упавших с 45 метров с кранов в яму, заполненную влажным цементом. «Звуковой павильон» Дуга Эйткена был создан в 2009 году и состоит из круглого здания из матового стекла на вершине холма, где также расположен колодец. Он спускается на глубину в 200 метров, и с его дна микрофоны передают звуки Земли, которые затем усиливаются и воспроизводятся в прямом эфире в галерее выше. «Комната растительности» (2012) Кристины Иглесиас представляет собой куб из полированной нержавеющей стали, отражающий окружающий лес. Посетители проскальзывают в расщелины, где стены вылеплены листвой, входя в лабиринт внутри лабиринта; в центр куба периодически устремляются потоки воды.

## Ботанический сад
В 2011 году Иньотим присоединился к официальной правительственной ассоциации ботанических садов, после чего началась опись его 5000 видов растений, в том числе 1300 видов пальм. В Иньотиме представлены более 28 % ботанических семейств, известных человеку, что помогло ему получить звание статус частного заповедника природного наследия (порт. Reserva particular do patrimônio natural).
Институт Иньотим — единственное место в Латинской Америке, где растёт аморфофаллус титанический, вид тропического растения, родиной которого является Азия, и известный как самый большой цветок в мире. Он также известен своим сильным запахом, который он даёт при своём цветении, что дало ему альтернативное название «трупный цветок». В Иньотиме он впервые зацвёл 15 декабря 2010 года, и снова 27 декабря 2012 года. Цветок расположен в «Viveiro Educador», в экваториальной оранжерее, и открыт для посещения широкой публике.

## Управление
В 2008 году статус Иньотима был изменён с частного музея на государственный институт с годовым бюджетом и советом директоров. Хотя и планируется его самоокупаемость, Иньотим продолжает в значительной степени финансироваться Пасом. Стоимость годового обслуживания объекта составляет около $10 миллионов, при этом около 15 % этих средств поступают от продажи билетов.
Йохен Вольц занимает пост художественного директора с 2004 года. Пас планирует расширить Иньотим за счёт 10 или более новых отелей, амфитеатра на 15 000 мест и даже комплексом «лофтов» для тех, кто хочет жить среди его коллекции.
В 2017 году основатель Иньотима Бернандо Пас был осуждён за отмывание денег и приговорён к девяти годам заключения. Как утверждается, в период с 2007 по 2008 год Пас получил более 98 миллионов долларов США, связанных со сбором средств для Иньотима, часть из которых была перенаправлена другим компаниям.

## Посещаемость
В 2009 году около 133 000 человек посетили Иньотим, в 2011 году он привлёк почти 250 000 посетителей со всего мира. В августе 2018 года общее число посетивших парк достигло отметки в 3 миллиона человек.

## Галерея

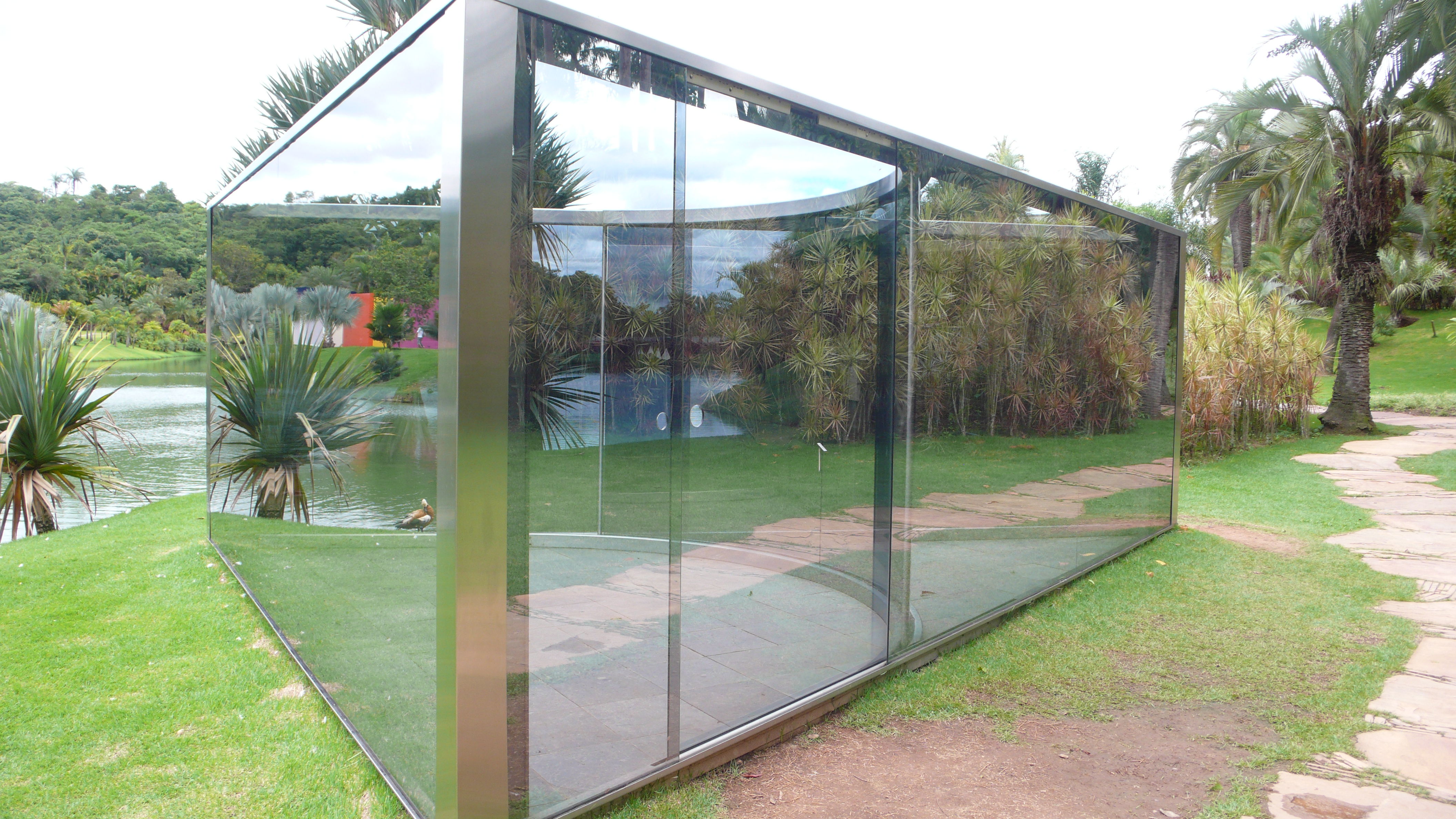
Дэн Грэм
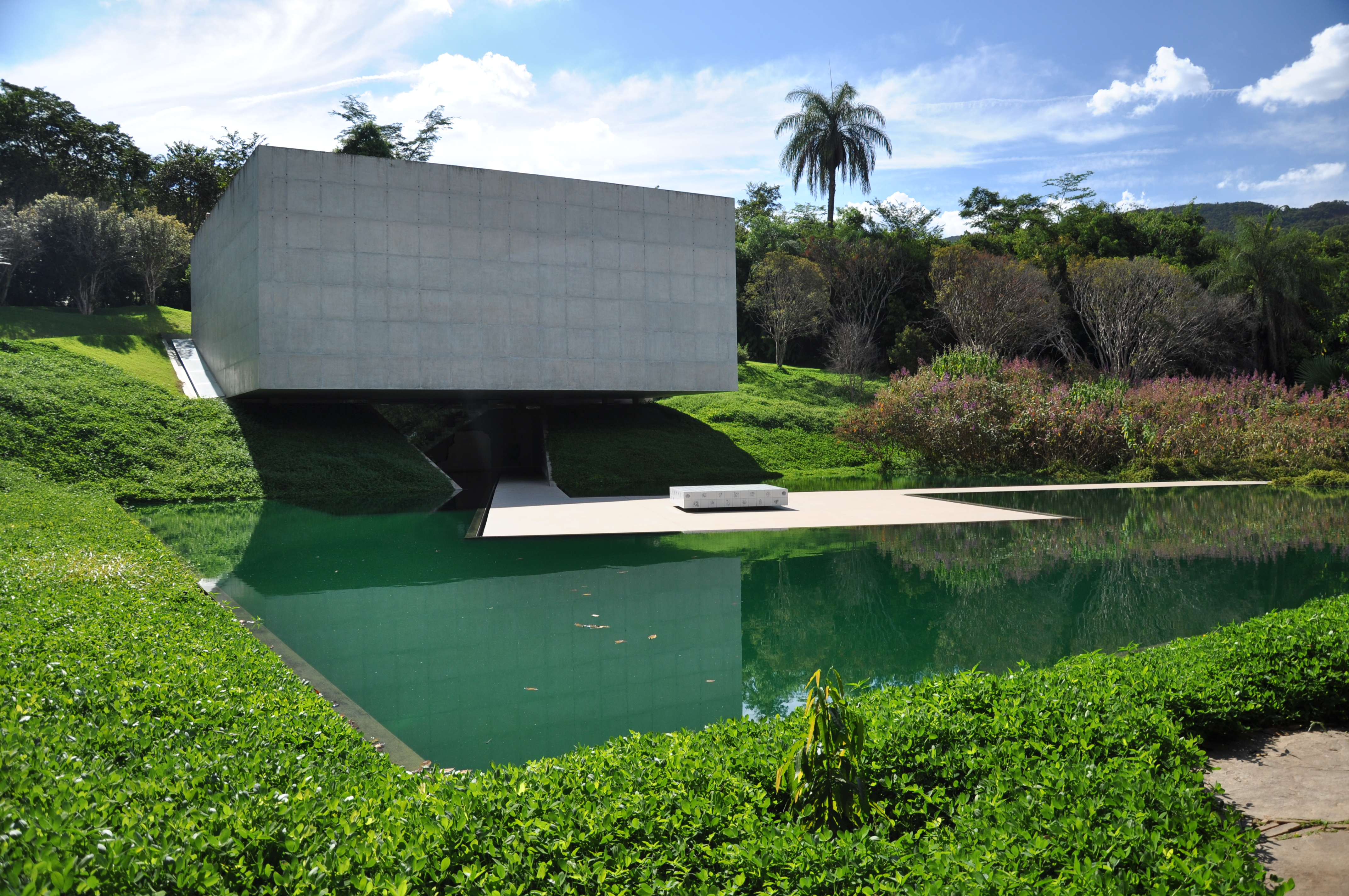
Адриана Варежан
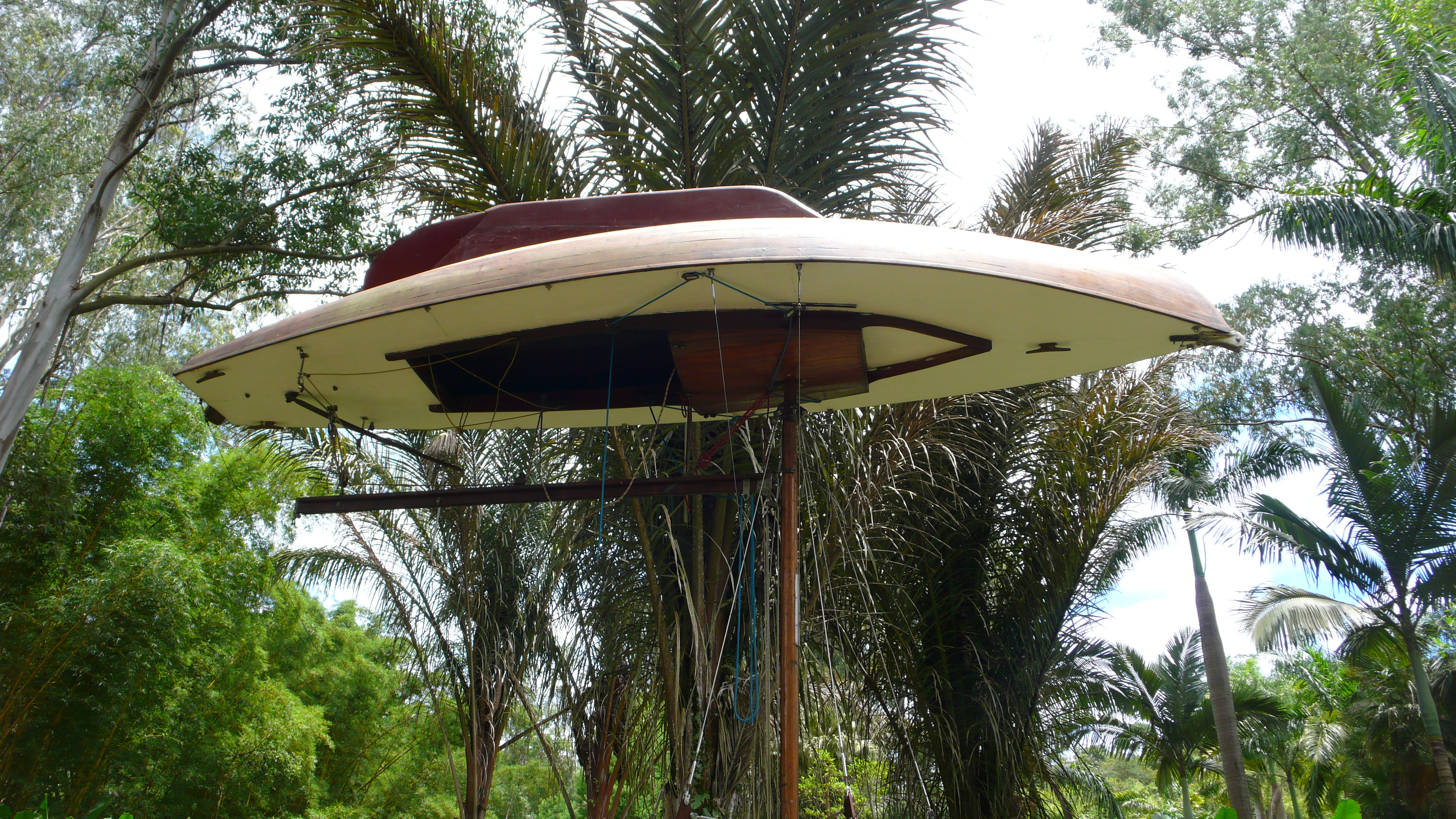
Саймон Старлинг
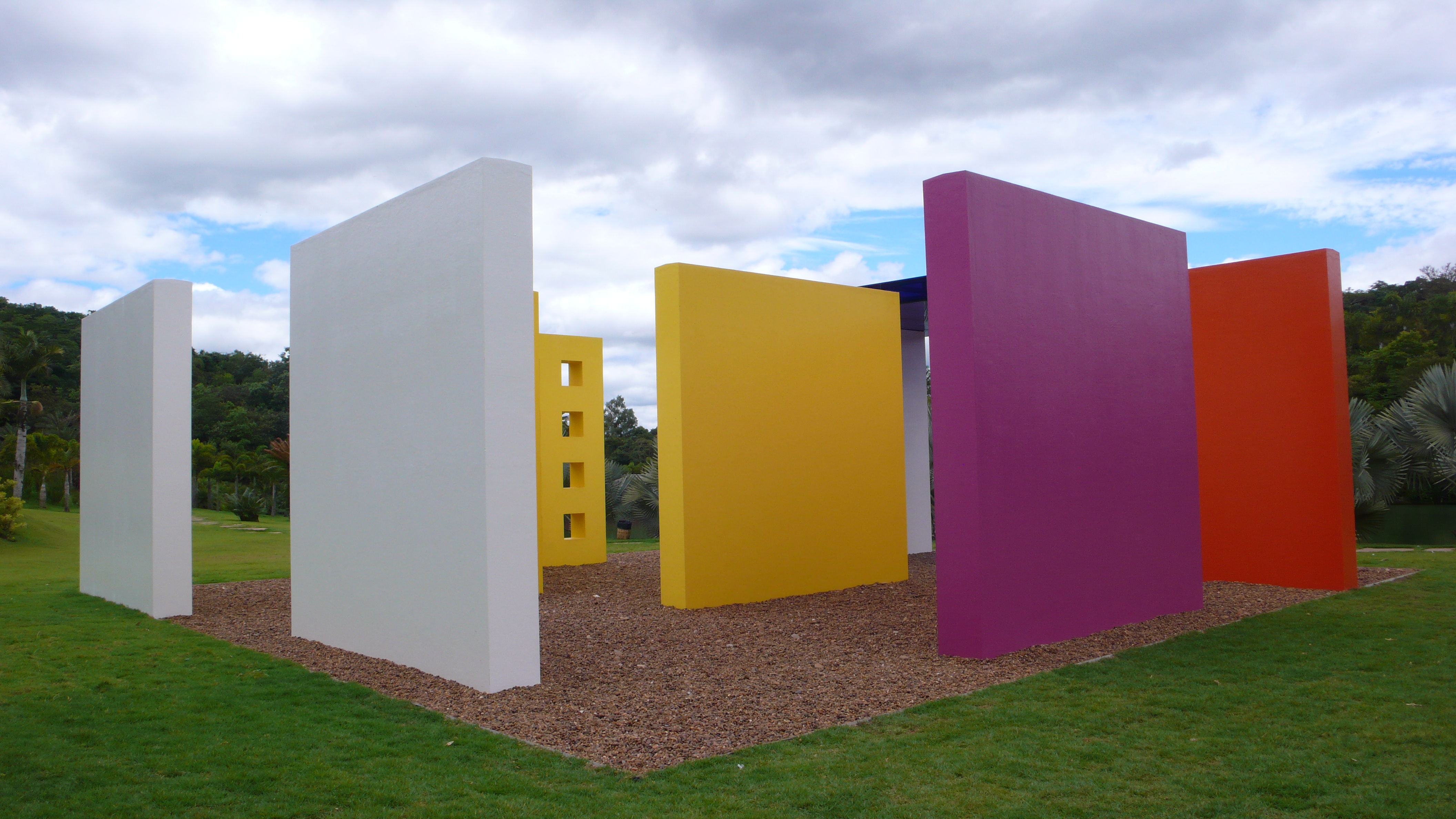
Элио Ойтисика
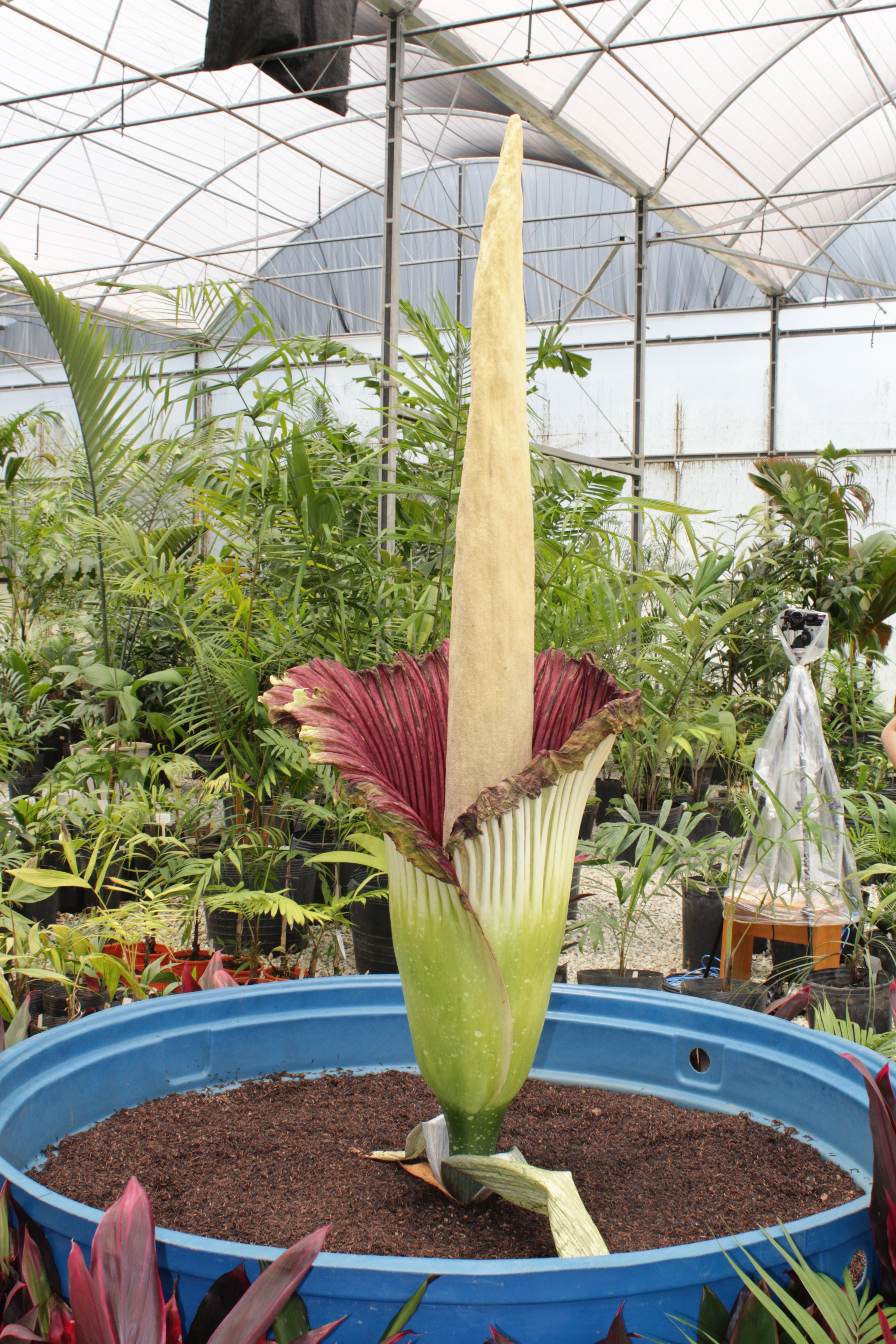
«Трупный цветок» в иньотиме
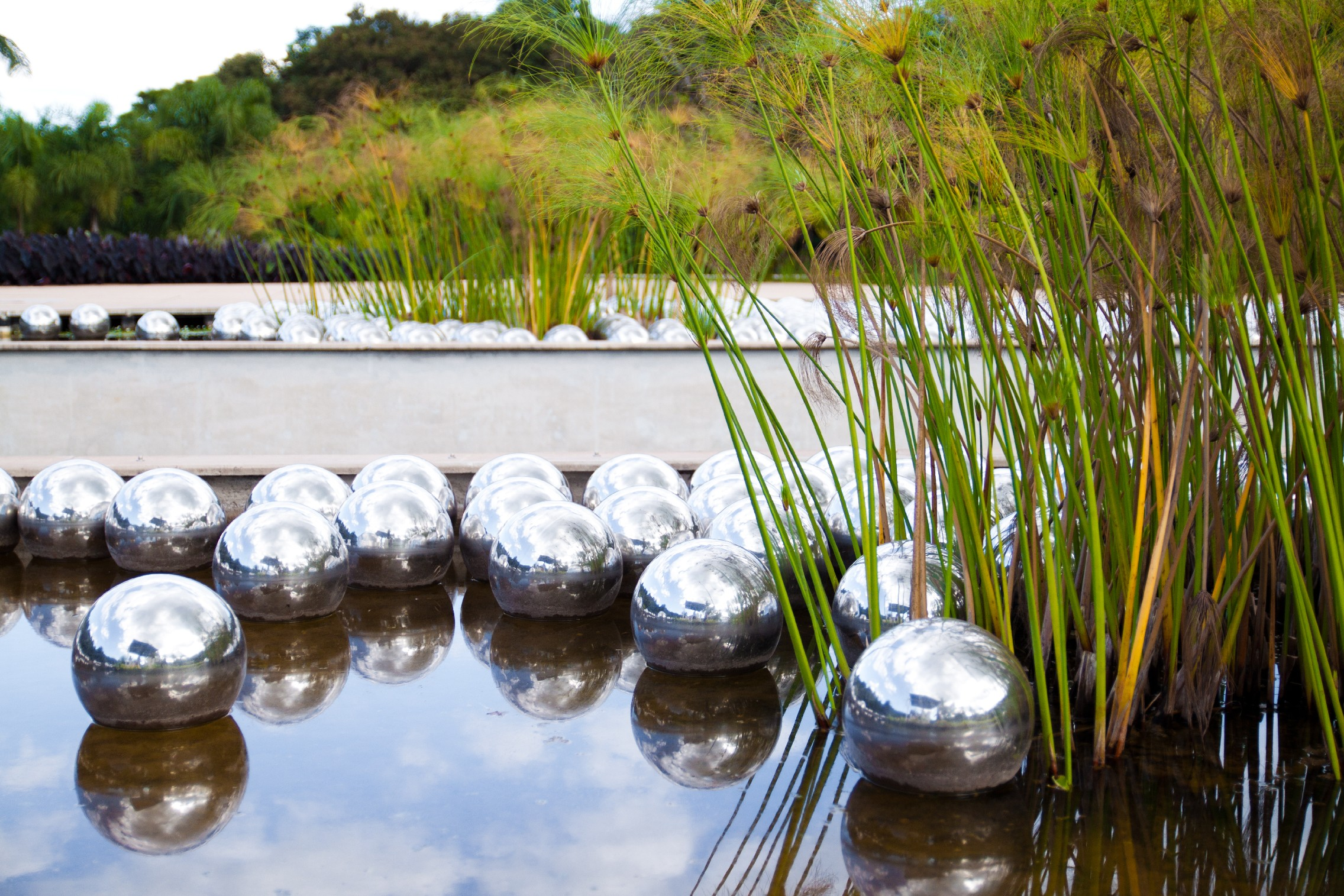
Яёи Кусама
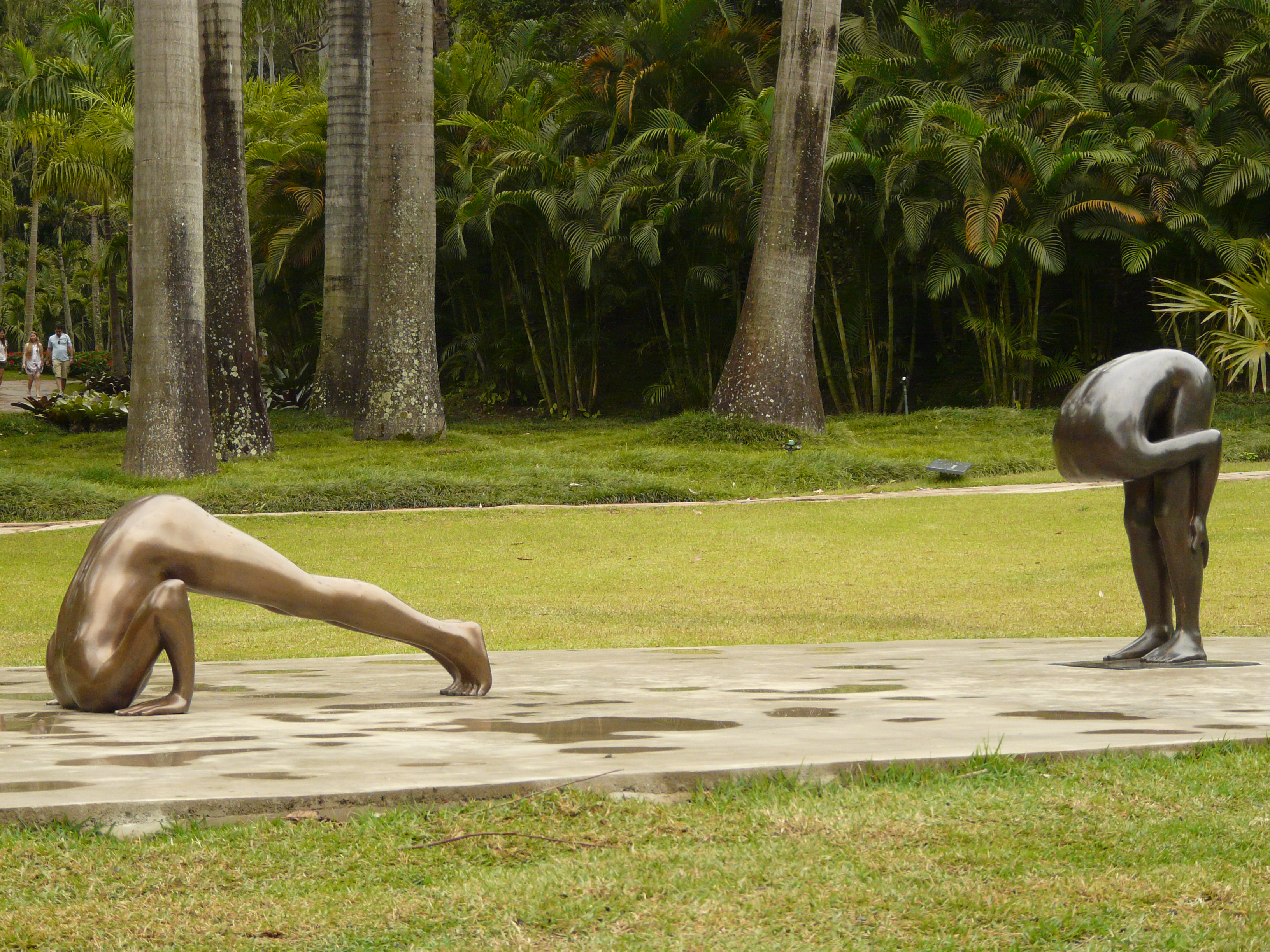
Эдгард де Соуза
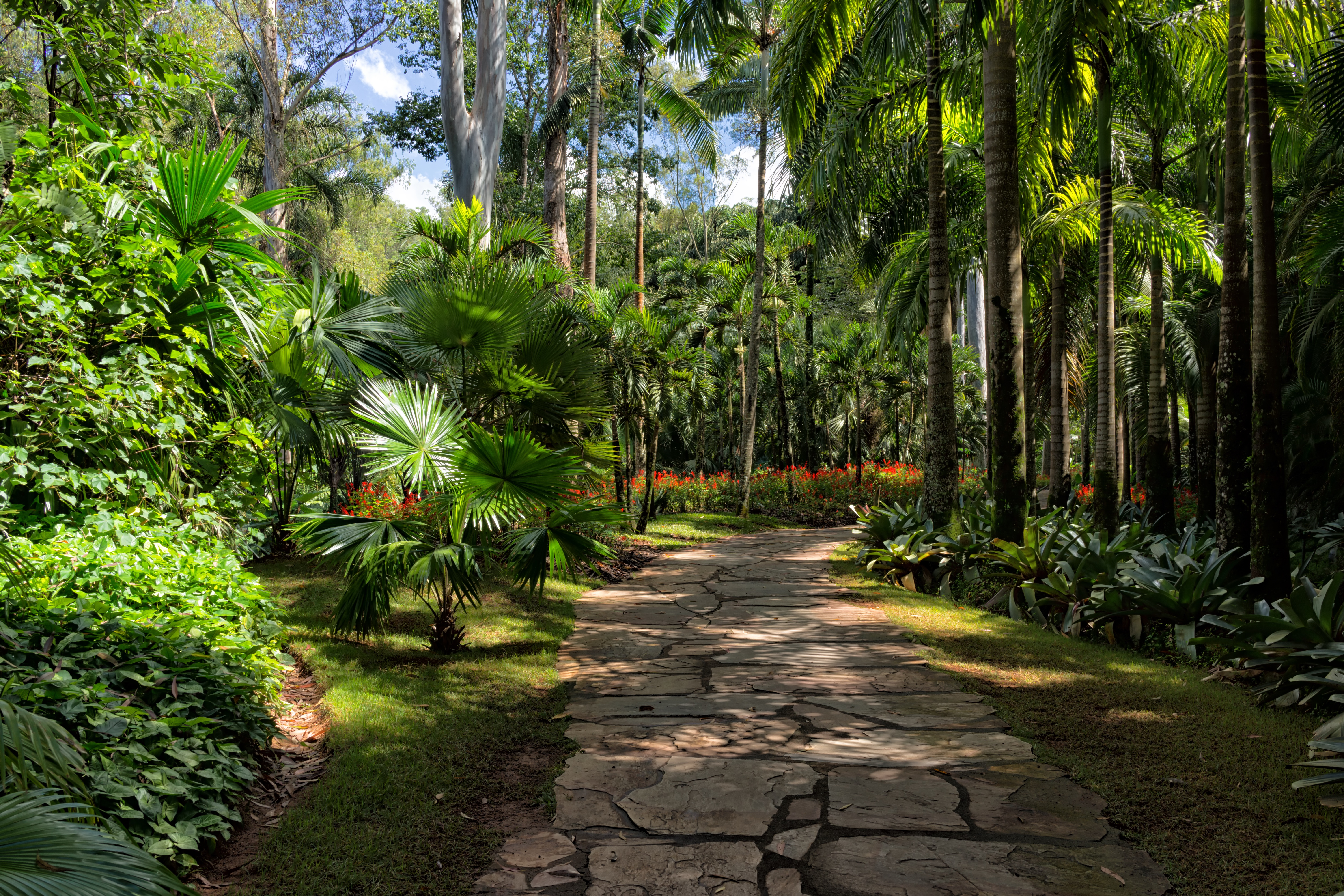
Ботанический сад
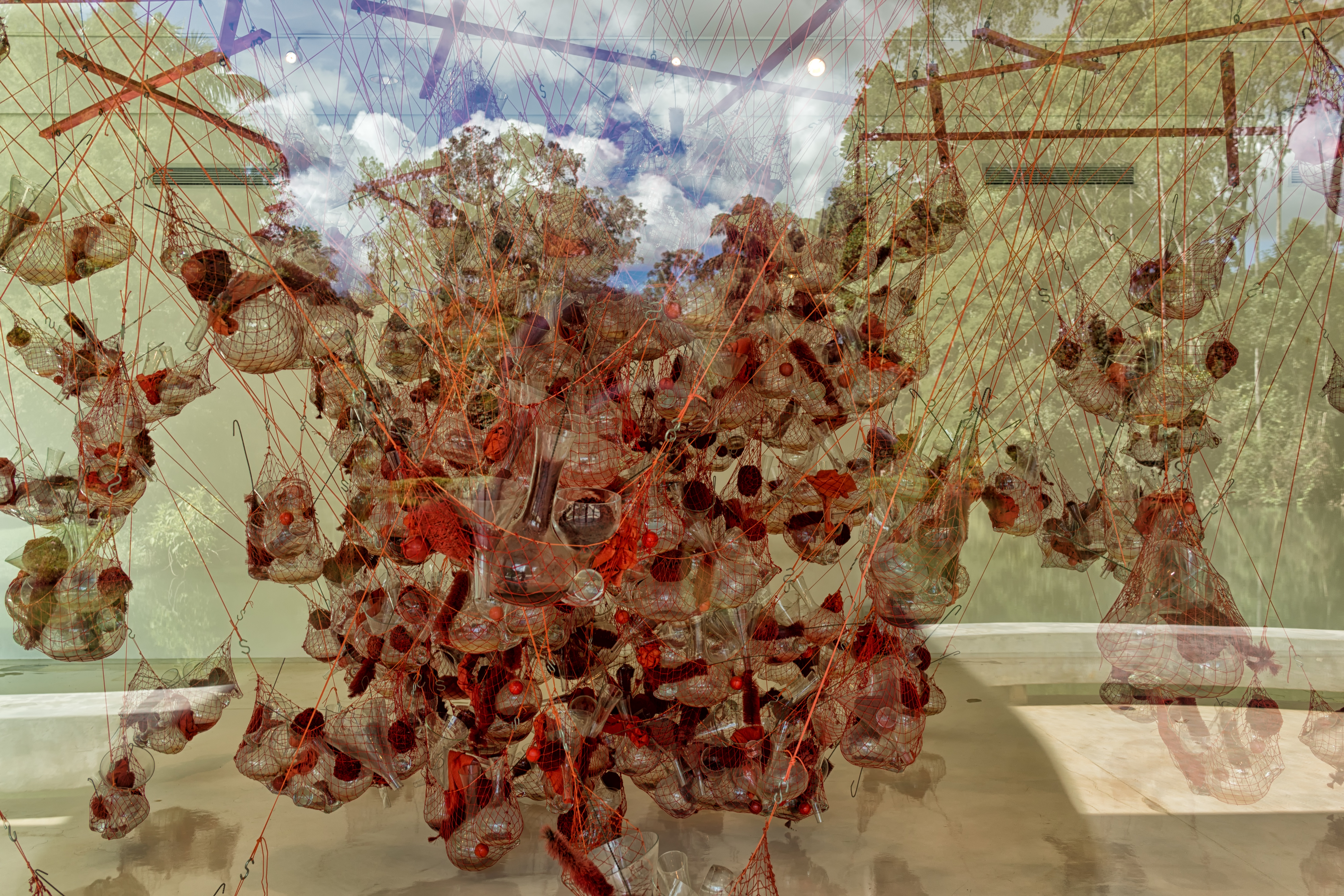
Арт-инсталляция в Иньотиме
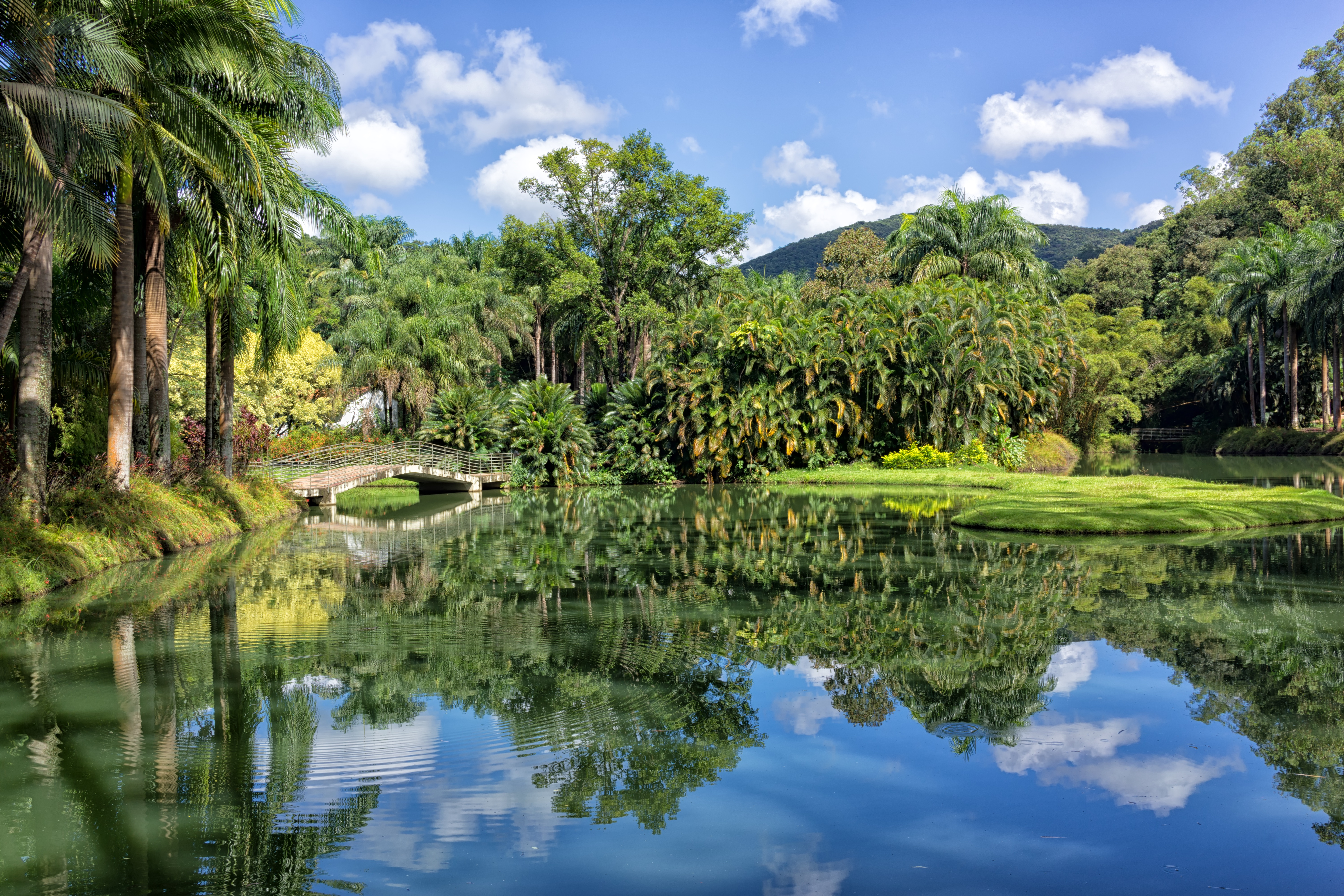
Пейзаж
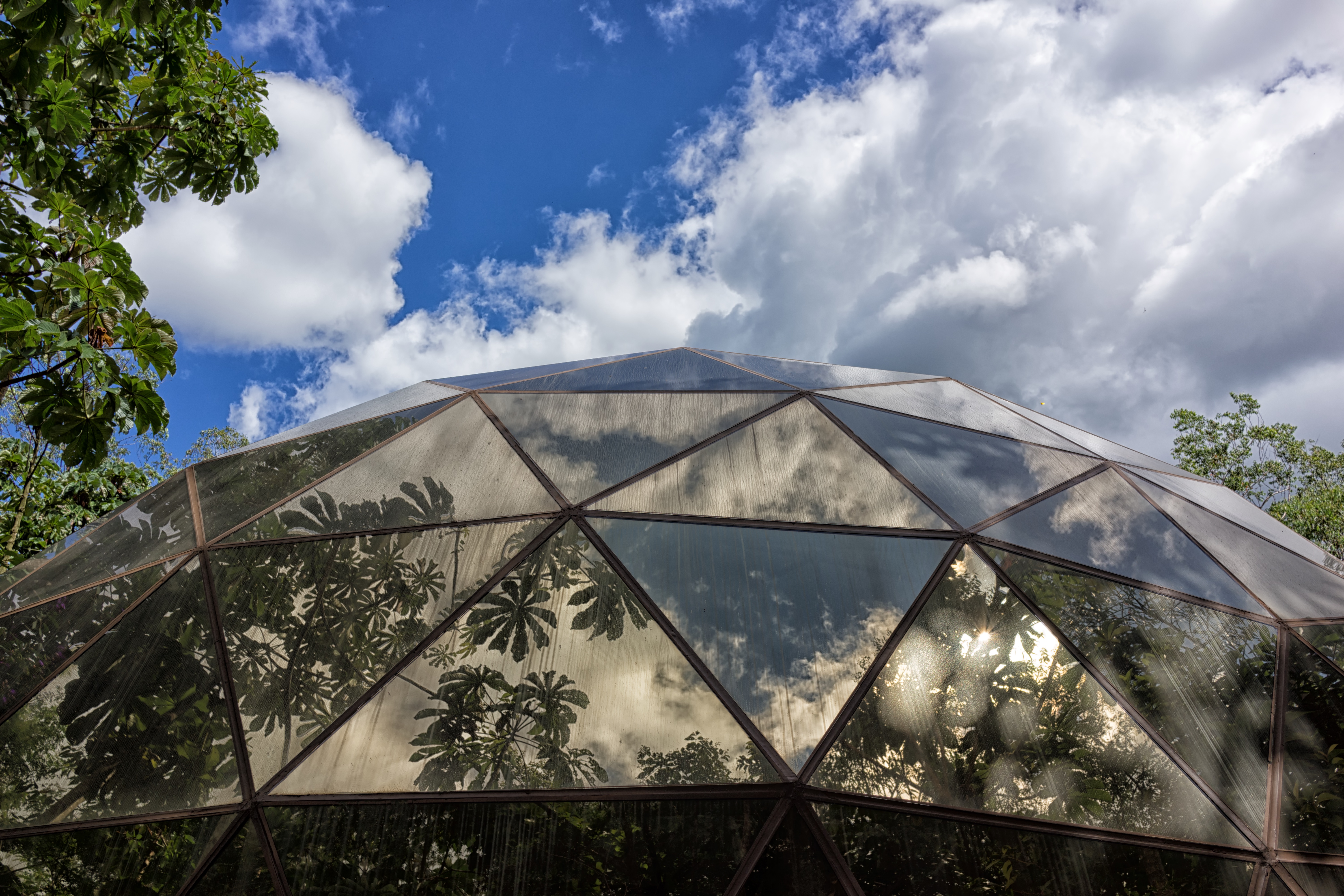
Мэтью Барни
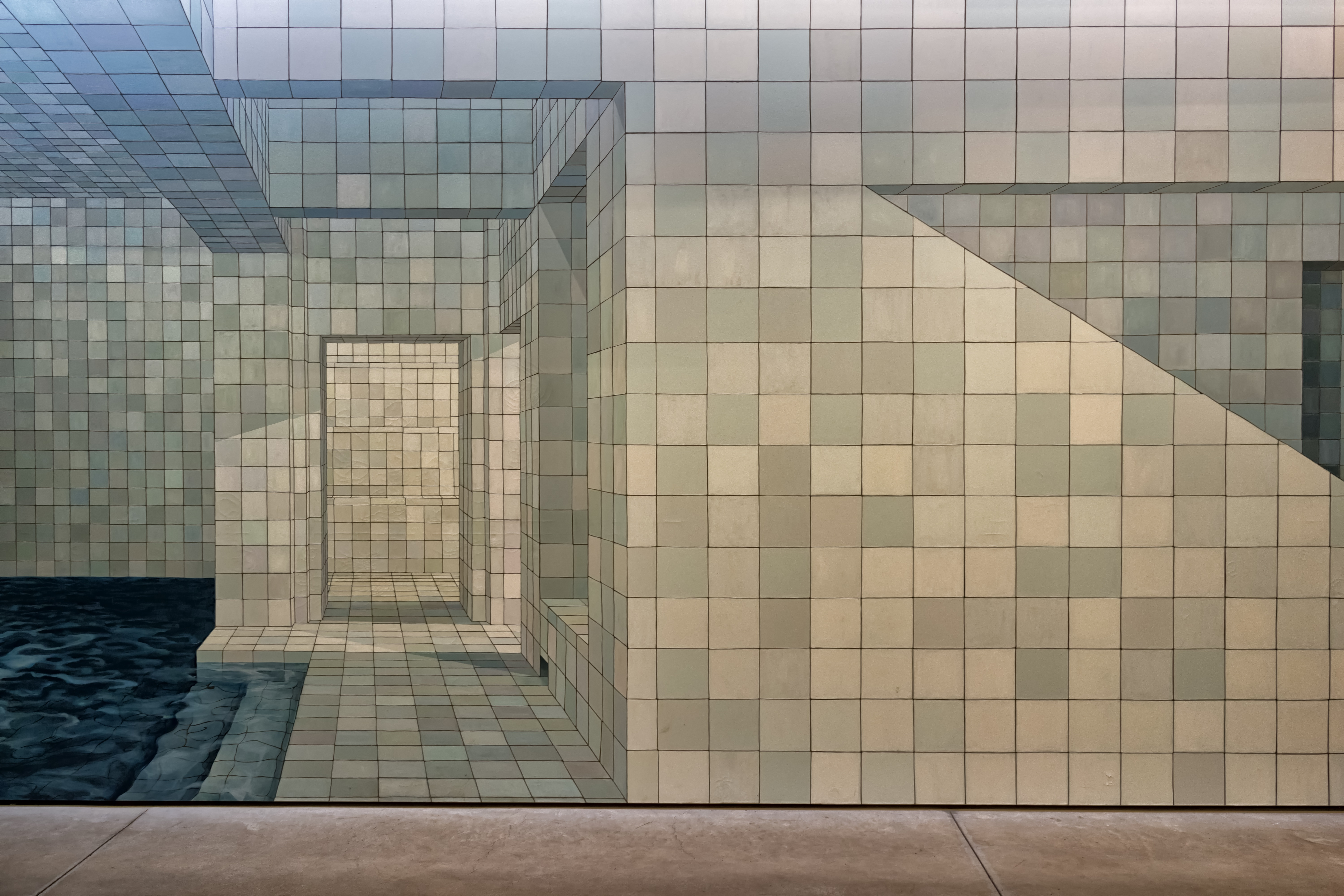
Элио Ойтисика и Невилл д’Алмейда